# 李廷盛
李廷盛（1962年—），中華民國空軍備役中將、外交官，假想敵中隊飛官、駐外武官出身，為中華民國國軍留美將領之一，畢業於空軍官校65期（1984年班；民國73年班）、美國空軍大學空軍指參學院、美國國防大學戰爭學院、台大EMBA及國發所雙碩士，現任中華民國駐菲律賓副代表（公使），曾任國防院代理執行長、空軍司令部空軍副司令、國防部參謀本部參副謀總長、空軍教準部指揮官、參謀本部通電資參謀次長、國防部戰規司副司長、駐菲律賓武官。

## 生平
基層時期歷任飛行中隊長、作戰科長、督察室副主任、空軍作戰指揮部聯參官等職，並曾外派至駐菲律賓代表處擔任上校組長（駐外武官）。離菲後又調赴空軍馬公基地（勤務隊上校隊長）、台南基地443聯隊（一聯隊），並出任參謀本部作戰計畫參謀次長室戰情中心少將主任。2021年12月1日屆齡退役。
2011年12月25日，李廷盛經國防部宣布為將官晉升人選，自2012年1月1日起升為少將，後任國防部戰略規劃司少將副司長，並接替退役的胡延年中將，繼任參謀本部通信電子資訊參謀次長，於次長任內的2017年1月1日晉升中將。

## 荣誉

### 中华民国勋章奖章
- 四等宝鼎勋章（2021年5月3日于台北忠勇营区颁授[9]）
- 一星干城甲种二等奖章（2021年11月26日于颁授[10]）